# Predator: Killer of Killers
Predator: Killer of Killers (bra: Predador: Assassino de Assassinos; prt: Predador: Derradeiro Assassino) é um filme de animação para adultos estadunidense de 2025 de ação, terror e ficção científica, dirigido por Dan Trachtenberg, co-dirigido por Joshua Wassung e escrito por Micho Robert Rutare. Produzido pela 20th Century Studios e pela Davis Entertainment, é o sexto filme e a oitava parte da franquia Predador.
Em outubro de 2024, Trachtenberg, que anteriormente dirigiu Prey (2022), havia feito o filme para ser lançado antes de Predator: Badlands (2025). Em abril de 2025, o título e a data de lançamento do filme foram revelados. A animação foi feita pela empresa The Third Floor.
Predator: Predator: Killer of Killers foi lançado em 6 de junho de 2025 no Hulu, nos Estados Unidos e internacionalmente no Disney+ através da aba Star. O filme recebeu críticas positivas da crítica, com elogios à animação, à direção de Trachtenberg, à escrita, às sequências de ação, à trilha musical e ao elenco de vozes.

## Enredo
Vá para as estrelas e procure apenas as presas mais fortes. Elas serão o seu troféu. Vire o assassino de assassinos.

—Epígrafe de abertura atribuída ao “Código de Honra Yautja  0522/74”

### O Escudo
Na Escandinávia, no ano de 841, a guerreira Viking Ursa lidera seu filho Anders e seu clã em uma expedição para destruir a tribo Krivich e seu líder, Zoran, que foi responsável pela morte do pai de Ursa. Eles massacram o clã de Zoran, e Ursa o confronta em sua fortaleza. Zoran castiga Ursa antes que Anders o decapite. Imediatamente após a batalha, um Yautja embosca o grupo, matando os membros do clã do Ursa um a um e ferindo gravemente Anders. Ursa consegue derrotar e matar o Yautja após um duelo brutal, mas Anders sucumbe aos ferimentos e morre em seus braços.

### A Espada
Em 1609, no Japão, os irmãos Kenji e Kiyoshi, filhos de um senhor da guerra samurai, são obrigados a duelar para determinar o sucessor de seu pai. Kenji se recusa a lutar, mas Kiyoshi o ataca e o derrota; Kenji foge. Vinte anos depois, Kiyoshi se tornou o senhor da região, enquanto Kenji viveu no exílio como um shinobi. Kenji retorna para confrontar seu irmão, sem saber que um Yautja o está caçando. Ele se infiltra no castelo do irmão e derrota Kiyoshi em uma luta de espadas. Depois que Kiyoshi cai no fosso do castelo, o Yautja faz uma emboscada para Kenji. Kenji escapa e resgata Kiyoshi, que está ferido. Os irmãos unem forças e conseguem matar o Yautja, embora Kiyoshi morra devido aos ferimentos.

### A Bala
Em 1942, John J. Torres é convocado para a Marinha dos EUA como piloto de caça Grumman F4F Wildcat, sob o comando do capitão Vandy. Durante a campanha no norte da África, seu esquadrão investiga uma aeronave misteriosa que destruiu outra unidade. Torres, aterrado após um mau funcionamento, descobre que a aeronave é uma nave estelar Yautja que está atacando os dois lados. Pegando um Wildcat danificado, ele tenta avisar os outros, mas chega tarde demais. O piloto de caça Yautja aniquila seu esquadrão até que só restem ele e Vandy. Vandy se sacrifica para ganhar tempo para Torres, que consegue superar o Yautja e induzi-lo a se destruir. Algum tempo depois do fim da Segunda Guerra Mundial, enquanto trabalhava em sua garagem, Torres é sequestrado por outra nave Yautja.

### A Batalha
Torres acorda em uma cela ao lado de Ursa e Kenji, tendo os três sido colocados em animação suspensa pelos Yautja. Eles são levados a uma arena de gladiadores em um mundo alienígena e apresentados a um senhor da guerra Yautja que Ursa chama de “Rei Grendel”, que os ordena a lutar até a morte, com o vencedor lutando com ele. Inicialmente, Ursa ataca Torres e Kenji, mas eles a convencem a unir forças e fugir. O Rei Grendel libera uma enorme besta alienígena na arena, que engole Torres. Ursa e Kenji trabalham juntos para matar a criatura e Torres escapa, roubando uma hoverbike. Os três fogem em direção à nave espacial do Rei Grendel.
Ursa e Kenji lutam contra o Rei Grendel enquanto Torres prepara a nave para o lançamento. O Rei Grendel ganha vantagem sobre os dois guerreiros, mas Torres usa os motores para explodir o Rei Grendel. Quando tentam escapar, os guerreiros Yautja os encurralam e disparam um arpão para ancorar o navio, enquanto Kenji perde o braço direito depois que o Rei Grendel lança uma lança contra ele. Dizendo a Torres e Kenji que não a vingassem, Ursa usa um escudo para deslizar pelo cabo do arpão e destruir o lançador, sacrificando-se para permitir que os outros escapem enquanto os homens do Rei Grendel a capturam. O Rei Grendel então inicia a temporada de caça, ordenando que uma grande frota de espaçonaves siga Torres e Kenji. A Ursa é colocada novamente em animação suspensa e armazenada junto com outros prisioneiros, incluindo Naru, o caçador comanche do século XVIII que matou um Yautja em 1719.

## Elenco de Vozes

### Elenco Original
- Lindsay LaVanchy como Ursa
  - Cherami Leigh como a jovem Ursa
- Louis Ozawa como Kenji e Kiyoshi Kamakami
- Rick Gonzalez como John J. Torres
- Michael Biehn como Vandenberg "Vandy"
- Doug Cockle como Einar
- Damien Haas como Anders
- Lauren Holt como Freya
- Jeff Leach como Ivar
- Piotr Michael como Gunnar
- Andrew Morgado como Chefe Zoran
- Alessa Luz Martinez como Delgado
- Felix Solis como o pai de Torres
- Britton Watkins como o senhor da guerra Yautja apelidado de "Rei Grendel"

### Elenco Brasileiro
- Adriana Pissardini como Ursa
- Lipe Volpato como John J. Torres
- Márcio Marconato como Vandenberg "Vandy"
- Renato Márcio como Einar
- Pedro Volpato como Anders
- Fábio de Castro como Chefe Zoran

A imagem animada não creditada de Amber Midthunder aparece no final do filme, representando uma Naru congelada, a caçadora comanche que ela interpretou em Prey.

## Produção
Em outubro de 2024, durante uma entrevista com o The Hollywood Reporter, o chefe da 20th Century Studios, Steve Asbell, revelou que o diretor de Prey (2022), Dan Trachtenberg, havia escrito, dirigido e feito um filme até então secreto da franquia Predator, que seria lançado antes de seu outro filme Predador anunciado, Predator: Badlands (2025). Em abril de 2025, foi revelado que o filme era uma animação oficialmente intitulada Predator: Killer of Killers, com Lindsay LaVanchy, Louis Ozawa Changchien, Rick Gonzalez e Michael Biehn no elenco. Changchien já havia interpretado Hanzo Kamakami em Predators (2010).
A produção incluiu Micho Robert Rutare como roteirista. Benjamin Wallfisch foi o compositor do filme, marcando sua primeira composição para um filme de animação. A trilha sonora foi lançada em 6 de junho de 2025. O filme foi animado usando o Unreal Engine, um dos primeiros longas-metragens a fazê-lo, e teve influências estilísticas de Akira (1988), de Katsuhiro Otomo, e Arcane (2021-2024), da Netflix, com o objetivo de abraçar a violência estilizada e o espetáculo visual de maneiras que Trachtenberg achava que seriam menos eficazes em live-action. Vários artistas da Arcane contribuíram para a produção, incluindo o animador de personagens principal Steven J. Meyer. Trachtenberg também citou o filme Best in Show (2000), de Christopher Guest, como inspiração estrutural, visando à ambiguidade emocional ao incentivar a empatia com os três protagonistas.
Trachtenberg e a equipe de animação procuraram tornar cada Predador distinto, querendo que os indivíduos de suas espécies fossem “tão variados, pelo menos, quanto nós”. Ao fazer isso, Trachtenberg esperava evitar o tropo de Star Wars, no qual todos os indivíduos de uma espécie parecem idênticos: "Fico um pouco entediado quando vemos Kashyyyyk, o planeta Wookiee ou qualquer outro, e todos são apenas um bando de Chewbaccas. Alguns têm um pouco de pelo cinza e outros não, mas basicamente são todos Chewbacca, apenas parados por aí sendo Wookiees."

## Música
Benjamin Wallfisch é o compositor do filme, marcando sua primeira composição para um filme de animação. A trilha sonora foi lançada em 6 de junho de 2025 pela Hollywood Records.

## Lançamento
Predator: Killer of Killers foi lançado em 6 de junho de 2025 no Hulu, nos Estados Unidos e internacionalmente no Disney+ através da aba Star.

## Recepção

### Audiência
A empresa de análise de streaming FlixPatrol, que monitora os charts de VOD atualizados diariamente e classificações de streaming em todo o mundo, informou que Predator: Killer of Killers foi o filme mais assistido no Hulu no dia seguinte ao seu lançamento na plataforma. O JustWatch, um guia de conteúdo de streaming com acesso a dados de mais de 45 milhões de usuários em todo o mundo, estimou que Predator: Killer of Killers foi o terceiro filme mais assistido por streaming nos EUA de 9 a 15 de junho.

### Resposta crítica
No site agregador de resenhas Rotten Tomatoes, 95% das 97 resenhas dos críticos são positivas. O consenso do site é o seguinte: “Colocando o Predador em uma série de confrontos inspirados com uma paleta visual impressionante, Assassino de Assassinos é uma adição enxuta, cruel e simplesmente incrível à icônica franquia de ficção científica.” O Metacritic, que usa uma média ponderada, atribuiu ao filme uma pontuação de 78 de 100, com base em 18 críticos, indicando críticas “geralmente favoráveis”.
Toussaint Egan, do The A.V. Club, elogiou a “violência frenética e a cinematografia inovadora” do filme e a narrativa eficiente com “pouca ou nenhuma gordura”. Escrevendo para a IndieWire, David Ehrlich chamou o filme de “um filme de animação incrivelmente violento e artisticamente encenado” que responde a perguntas como: "Quem venceria em uma luta: um Predador ou um ninja? E se fosse um Predador ou um viking?" Jim Vorel, do site Paste, criticou a “animação duvidosa” do filme, mas descreveu a história como “a boa ficção científica que os fãs de longa data da série provavelmente estavam desejando”. Em uma crítica mista, Catherine Bray, do The Guardian, também descreveu a animação como desprovida de uma “centelha de vida e engenhosidade”, especulando o uso de IA. No Screen Rant, Grant Hermann criticou o final do filme como “uma preparação flagrante para uma sequência [que] arruinou ativamente grande parte do meu amor por Prey”. Aidan Kelley, da Collider, por outro lado, elogiou o segmento final como agradavelmente surpreendente e que estabelece desenvolvimentos futuros interessantes em “uma nova era de ouro para a franquia Predador”

## Veja Também
- Grendel – um personagem do poema épico anglo-saxão Beowulf